# ليزا شو
ليزا شو هي مغنية كندية، ولدت في 1969 في تورونتو في كندا.

## وصلات خارجية
- ليزا شو على موقع ميوزك برينز (الإنجليزية)
- ليزا شو على موقع أول ميوزيك (الإنجليزية)
- ليزا شو على موقع ديسكوغز (الإنجليزية)
- ليزا شو على موقع ديسكوغز (الإنجليزية)